# Cantone di Moravia
Il cantone di Moravia è un cantone della Costa Rica facente parte della provincia di San José.

## Geografia antropica

### Suddivisioni amministrative
Il cantone  è suddiviso in 3 distretti:
- San Jerónimo
- San Vicente
- Trinidad